# Brzeźnik (Wzgórza Trzebnickie)
Brzeźnik – wzgórze, wzniesienie, położone w obrębie Wzgórz Trzebnickich, w mikroregionie Grzbietu Trzebnickiego. Znajduje się w gminie Oborniki Śląskie. Wzniesienie pokryte jest częściowo lasem, a częściowo użytkami rolnymi. Jego wierzchołek położony jest na wysokości bezwzględnej wynoszącej 141,0 m n.p.m.

## Położenie i otoczenie
Brzeźnik jest częścią Wzgórz Trzebnickich}, będących mezoregionem o identyfikatorze 318.44 (według regionalizacji fizycznogeograficznej opracowanej przez Jerzego Kondrackiego), należących do Wału Trzebnickiego (makroregion o indeksie 318.4). W ramach tych Wzgórz Trzebnickich wyróżnia się także mikroregion, obejmujący Brzeźnik – Grzbiet Trzebnicki (mikroregion o indeksie 318.444). Wzgórze to leży w północno-zachodniej części Grzbietu Trzebnickiego. Pod względem regionalizacji przyrodniczo-leśnej wzgórze położone jest w mezoregionie Wzgórz Trzebnicko-Ostrzeszowskich.
Natomiast pod względem podziału administracyjnego wzniesienie jest położone na terenie gminy Oborniki Śląskie, w obrębie ewidencyjnym Osolin. Gmina ta przynależy do powiatu Trzebnickiego w województwie dolnośląskim.
Na południe i wschód od Brzeźnika w ramach Grzbietu Trzebnickiego położona jest Morzęcińska Góra, a dalej w kierunku wschodnim rozciąga się Barani Masyw, w kierunku północnym Ostrysz, a po stronie zachodniej za linią kolejową wznoszą się kolejne wzniesienia tego grzbietu: Osolińska Góra i Podlesiec. Wzniesienie leży pomiędzy następującymi miejscowościami: Morzęcin Mały (po stronie południowej), Osolin (po stronie zachodniej) i Brzezno Małe, przysiółek Osolina (po stronie północnej).

## Charakterystyka
Najwyższy punkt Brzeźnika osiąga wysokość bezwzględną wynoszącą 141,0 m n.p.m. Masyw wzniesienia pokryty jest w części południowej lasem, a północny skłon zagospodarowany jest użytkami rolnymi. Tutejsze lasy podlegają nadleśnictwu Oborniki Śląskie, leśnictwo Osola. W rejonie wzniesienia po stronie zachodniej przepływa struga o nazwie Głównik i zaraz za nią rzeka o nazwie Krępa. Sam wierzchołek wzniesienia położony jest niemal na granicy lasu i pól. Las pokrywający wierzchołek jest lasem gospodarczym. Pod względem typu siedliskowego lasu określony został jako las mieszany świeży. W drzewostanie znajdują się takie gatunki drzew jak: dąb, sosna zwyczajna, brzoza brodawkowata i grab pospolity. Natomiast w podszycie oprócz wcześniej wymienionego grabu pospolitego występują takie gatunki roślin jak: leszczyna pospolita, czeremcha późna, kruszyna pospolita i jarząb pospolity.

## Nazwa
Nazwa własna – Brzeźnik – jest nazwą urzędową. Została ustalona i ujęta w państwowym rejestrze nazw geograficznych na podstawie Zarządzenia nr 70 z dnia 30 marca 1954 r. wydanego przez Prezesa Rady Ministrów (Monitor Polski z 1954 nr 38, poz. 516). Odnosi się ona do ukształtowania terenu należącego do rodzaju wzgórza, wzniesienia. W rejestrze tym przypisano jej identyfikator: PRNG – 206506, identyfikator IIP – PL.PZGiK.320.NGRP.206506. Podaje on następujące współrzędne geograficzne punktu głównego masywu: szerokość geograficzna – 51°21'01" N, długość geograficzna – 16°52'22" E. W rejestrze tym jest ważna od 2.08.2012 r.
W czasie przynależności tego obszaru do Niemiec wzniesienie nosiło nazwę Mörder Berg.